# Korčula (sziget)
Korčula (ejtsd: Korcsula, görögül Μέλαινα Κόρκυρα [Melena Korküra], a.m. „Fekete Korfu”, latinul Corcyra Nigra, Korkyra Melaina, ószlávul Krkar, velencei nyelven és olaszul Curzola) egy sziget az Adriai-tengeren, Horvátország legdélibb részén, Dalmáciában, Dubrovnik-Neretva megyében.

## Földrajza
Korčula szigete a Dalmát-szigetcsoporthoz tartozik, Pelješac-félszigettől 900 és 3000 méter közötti szélességű Pelješi-csatorna választja el. Ez a hatodik legnagyobb sziget az Adrián. A legmagasabb csúcsa a Klupca, tengerszint feletti magassága 568 méter, míg a második legmagasabb pontja a Kom a maga 510 méterével. Az éghajlata enyhe; januárban az átlagos hőmérséklet 9,8 °C, míg  a júliusi 26,9 °C; az átlagos évi csapadékmennyiség 1,100 mm. A sziget a mediterrán éghajlaton fekszik, a tájat főleg fenyőerdő borítja.
A sziget települései: Korčula, Vela Luka, Blato, Lumbarda, Račišće, Žrnovo, Pupnat, Smokvica, Čara, Brna, és Potirna. Főút vezet át sziget gerincén minden településen a keleti Lumbardától, a nyugati részen lévő Vela Lukáig, ezáltal kivétel Račišċe, ahova egy különálló út vezet fel az északi partra. A kompközlekedés van Orebićből Korčulán át Drvenikbe (Makarska közelébe). Egy másik komp Splittel és Lastovo szigetével csatlakoztatja Vela Lukát
Splitből induló katamaránok mennek Hvaron és Korčulán át Lastovo szigetére. Az adriai kompok Dubrovnikkal, Splittel, Zárával és Fiuméval csatlakoztatják Korčulát. Nyáron indulnak kompok több olasz kikötőbe. A szigeten Korčula, Smokvica, Blato és Lumbarda önkormányzatokba megosztott.

## Története

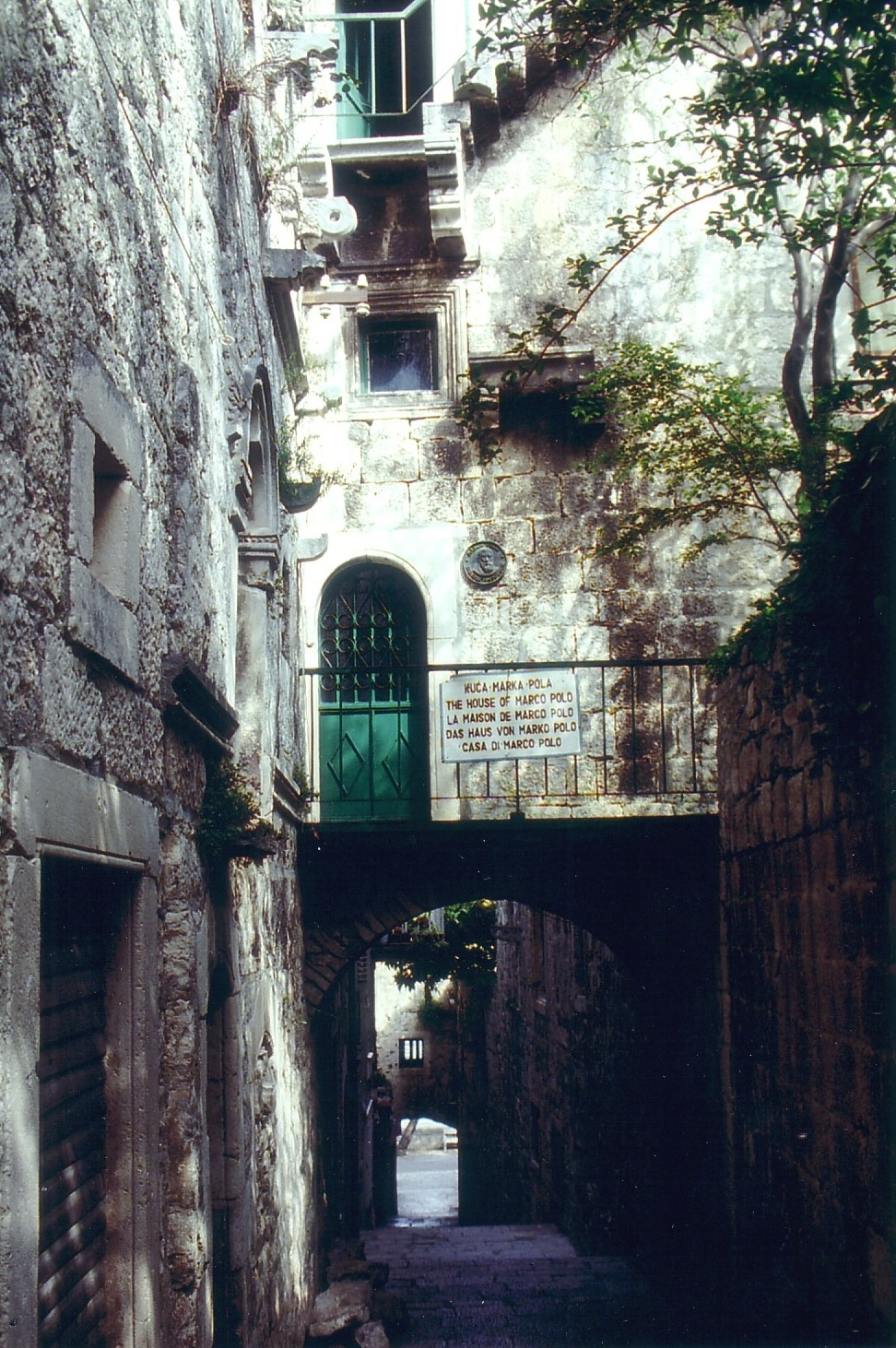
Marco Polo állítólagos szülőhelye Korčulán

A legenda szerint a szigetet a 12. században alapította Anténór trójai hős aki a híres Padova városát alapította.
Először a középső kőkorszak és újkőkorszakbeli népek lakták. Erre régészeti bizonyítékokat találtak a [[Vela spila|Vela spilánál (Nagy Barlang).
A szigetet az ókori Korfuról érkező görögök gyarmatosították és alapították Korčulát és Fekete Korfunak nevezték el szülőföldjük utána, a sűrű fenyőfák láttán.
A görög készítményeket, köztük a faragott márványsírkövek, találhatóak a helyi Korcula városi múzeumban. És van egy kőfelirat, amit Lumbardában találtak, amelyre a Lumbarda Psephisma felirat van írva, ez a legrégebbi írott kőemlékmű Horvátországban (és a korábbi Jugoszláviában). Újabb görög telepesek érkeztek a közeli Isszára (mai Vis) a 3. században. A két közösség békésen élt az illír háborúig (i.e. 220-i.e. 219), ekkor kebelezték be a rómaiak Illíriát. A sziget a háború után Illyricum tartományba tartozott, a Római Birodalom része lett. Római migráció következett be és római állampolgárok érkeztek a szigetre. A római villák megjelentek Korčula egész területén. Illyricuból később két új provinciát hoztak létre, Pannoniát és Dalmatiát. A 6. században ez bizánci szabály alatt jött.
A 6. és a 7. században a népvándorláskorban szlávok és avarok érkeztek ebbe a régióba. Ahogy az úgynevezett barbárok elkezdtek letelepedni a parton, a rómaiaknak menedéket kellett keresniük a szigeteken.
A későbbiekben horvát szlávok népesítik be a Dalmát partvidéket és a közeli szigeteket Korčulát is. A horvát kereszténység a 9. században kezdődött. A korai középkorban Pagania része volt.
A 9. század után a sziget Bizánci Birodalom része volt. 998-ban a Velencei Köztársaság ellenőrzése alá vonta a partvidéket. II. Orseolo Péter a köztársaság dózséja 1000. május 9-én felvette a Dalmácia hercege címet. A 12. században Korčulát meghódította egy velencei nemesember Pepone Zorzi és ezután a Velencei Köztársasághoz csatolják. Ekkor a helyi uralkodók törvénybe foglalták a város oklevelét, amelyben biztosították a belügyekre való függetlenítést.
Stefan Nemanja 1184. augusztus 10-én támadást indított a sziget ellen. A sziget lakói segítséget kértek a Raguzai Köztársaságtól, akiknek sikerült megsemmisíteni az ellenség gályáit.
Korčula törvényét először 1214-ben vázolták fel. Ez a jogi dokumentum szlávok között a második legöregebb törvény.
Öt egymáshoz közeli sziget közös védelmet szervezett. Korčulának ekkor 2 500-nál kevesebb lakója volt.
1221-ben III. Honoriusz pápa a Krka hercegségnek ajándékozta a szigetet.

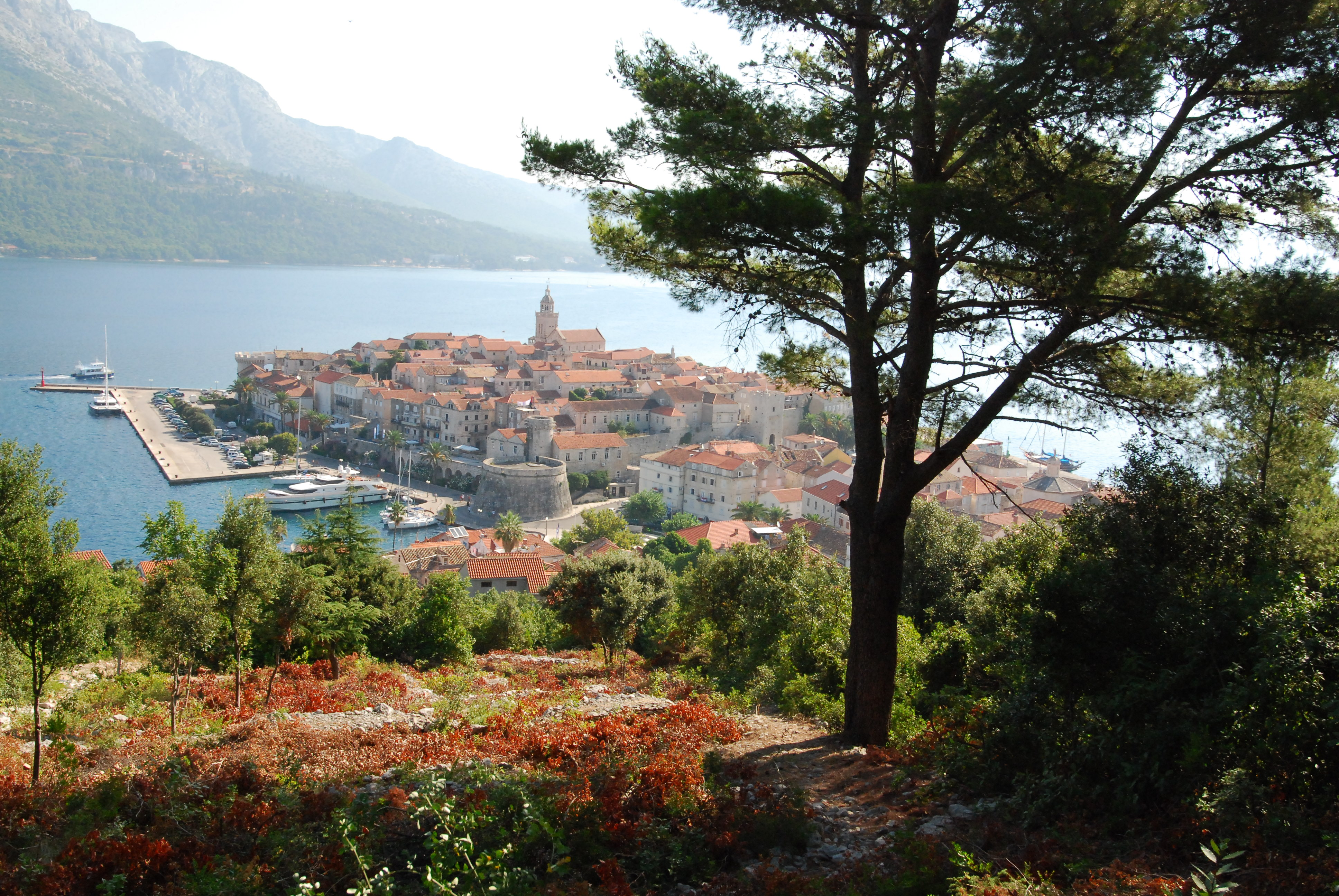
Pillantás Korčula városra

A 12. század folyamán a Horvát Királyság megszűnt, és Horvátország tartomány lett Magyarországon, egy ideig a Genovai Köztársasághoz tartozott, majd ezek után élvezte a függetlenség egy rövid időszakát; de 1255-ben Marsilio Zorzi meghódította a szigetet és visszacsatolták a Velencei Köztársasághoz. Egy helyi hagyomány szerint, Marco Polo 1254-ben Korčulán született egy kereskedőtelepen, bár erről nincsenek bizonyítékok. 1298. szeptember 9-én a korčulai csatában a Velencei Köztársaság megtámadta a Genovai Köztársaságot, Marco Polo egy egész gályát fegyverzett fel és irányított a háborúban, azonban elfogták, és egy évet töltött genovai fogságban. A mai napig a vita tárgya, hogy hol született Marco Polo, egyesek szerint Velencében, mások szerint Korčulán.
1284-ben IV. Márton pápa, majd halála után nem sokkal 1286-ban IV. Honoriusz pápa lett Raguza (Dubrovnik) érseke. 1291-ben Ivan Kručić járt Korčulán, mint Korčula püspöke.
Curzola, ahogy a velenceiek hívták, 1358-ban megkötötte a zárai békét, ezáltal megadták magukat a Magyar Királyságnak. 1409-ben ez ismét a Velencei Köztársaság része lett.
1571-ben lepantói tengeri csatában bátran megvédték magukat az oszmánok ellen, ezért V. Piusz pápától a Fidelissima megnevezést kapták.
1797-ben a Campo Formió-i békeszerződésben a Velencei Köztársaság területeit Franciaország és a Habsburg Birodalom felosztotta egymás között. Korčula a Habsburg Birodalomnak jutott, majd 1806-ban a pozsonyi békeszerződés értelmében az Első Francia Császárságé lett. Petar I Petrović Njegoš montenegrói püspök 1807-ben orosz haditengerészeti segítséggel akarta meghódítani a szigetet, hogy az a szerb birodalom része legyen, de az 1807-es tilsiti békeszerződés értelmében Napóleon 1809-ben bekebelezte és hozzácsatolta Illír tartományaihoz
1813-ban az osztrákok visszafoglalták, és 1815-ben a bécsi kongresszus a szigetet is a Habsburg Birodalomnak ítélte. A Dalmát Királyság osztrák koronatartományhoz csatolták. A kiegyezéstől (1867-től) Korcula az Osztrák–Magyar Monarchia része lett.
Az első világháború alatt a szigetet (más osztrák-magyar területekkel együtt) a londoni egyezményben odaígérték az Olasz Királyságnak, ha az kilép a Hármas szövetségből és csatlakozik az antanthoz, valamint egy hónapon belül belép az első világháborúba. Mindazonáltal a háború után Korčula a Szlovén–Horvát–Szerb Állam része lett. 1918 és 1921 között Olaszország uralta, utána a rapallói egyezmény értelmében a Jugoszláv Királyság részévé vált. 1939-ben az autonóm Horvát bánság területének a része lett. Az usztasa mozgalom alatt 1941-ben a Független Horvát Állam, Dalmácia legnagyobb részével együtt adta át a szigetet a fasiszta Olaszországnak. Korčulát később elfoglalták a nácik, végül 1944-ben a szövetségesek felszabadították. 1945-ben ismét Jugoszláviához került, azon belül a Horvát Szocialista Népköztársasághoz. A sziget az 1991. június 25-én kikiáltott független Horvátország része, a függetlenséget 1992. január 15-én nemzetközileg is elismerték.

## Népesség

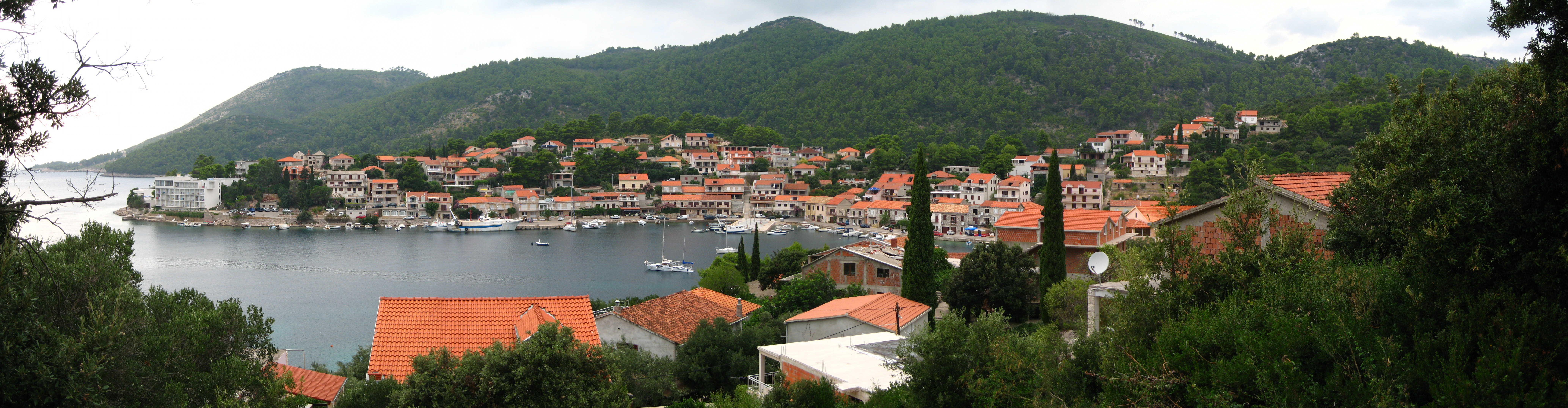
Brna falu

A sziget népessége 2001-ben 16 182 fő volt, ezzel Horvátország második legnépesebb szigete a Krk után. 96,77%-ban horvátok lakják.

## Közigazgatás
A szigeten egy város (Korčula) és négy község (járás) (Blato,  Lumbarda, Smokvica, Vela Luka) található. Úgy szintén kisebb faluk is található, mint Progradica.

## Gazdaság
A turizmus mellett a gazdaság többi része mezőgazdaságon alapul, főleg szőlőt, olajbogyót és gyümölcsöket termelnek, emellett a halászat és halfeldolgozás is fontos. Hajóépítés még mindig létezik, bár a jelentősége a helyi gazdálkodás számára csökkent. Nyári turizmusnak hosszú hagyománya van a szigeten.

## Közlekedés

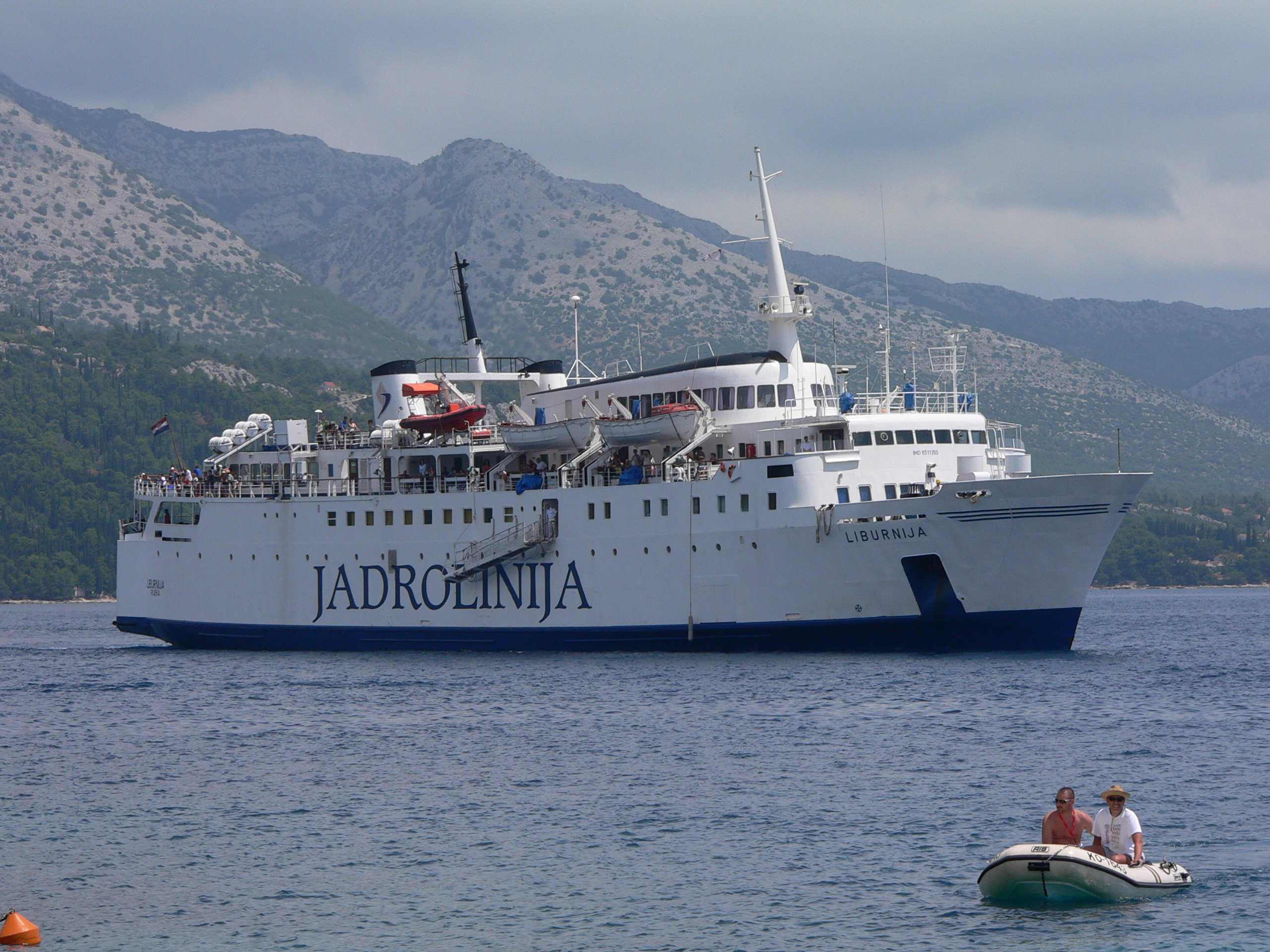
Jadrolinija komp

Korčulán rendszeres kompközlekedés, rendszeresen indulnak járatok a közeli szigetekre és a tengerpart menti városokba. A fő horvát kompüzemeltető, a Jadrolinija egyik járata összeköti Korčulát Fiumével, Splittel, Hvarral, Mljettel, Dubrovnikkal és (májustól szeptemberig) az olasz Barival.

## Kultúra

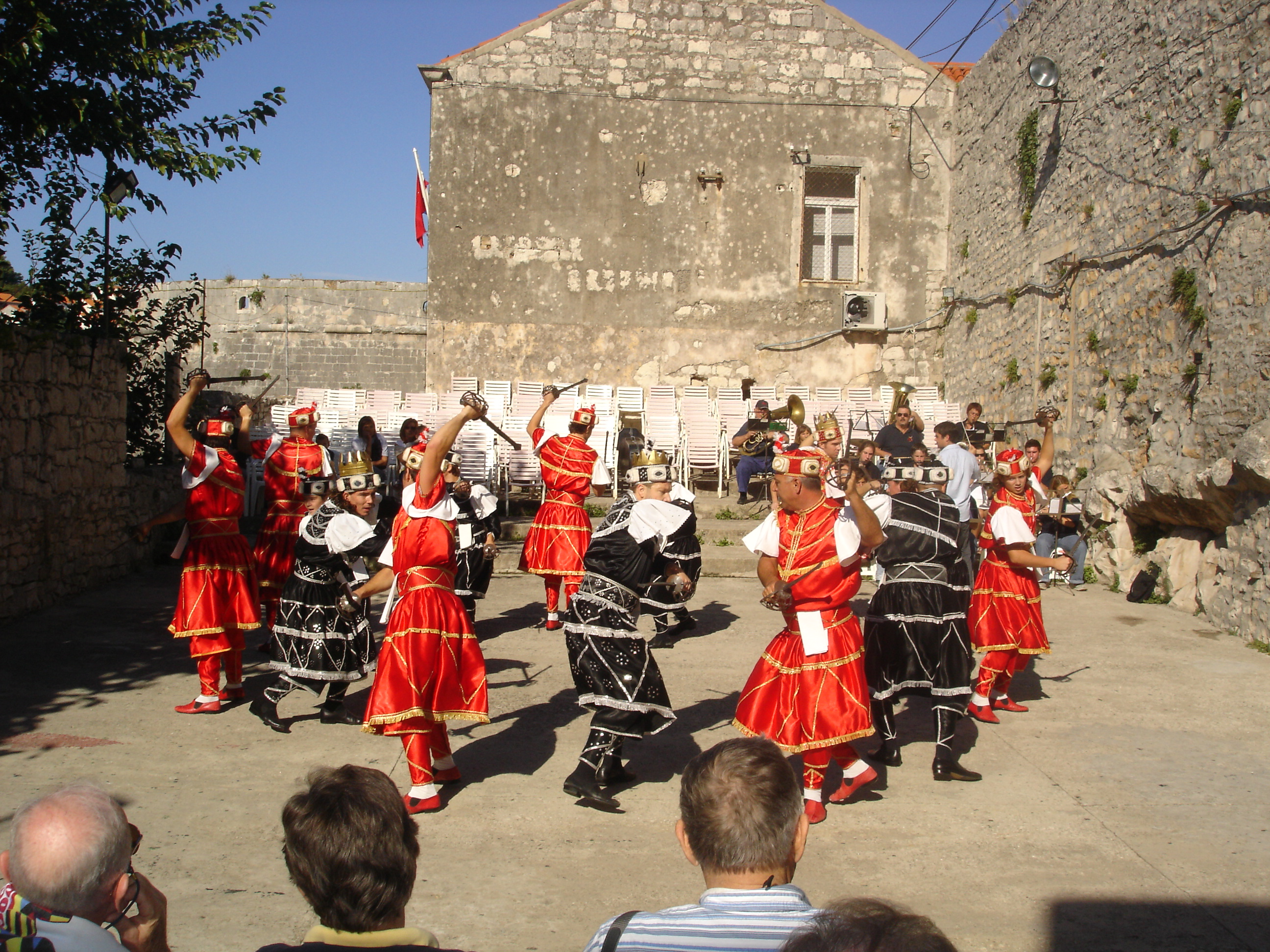
A hagyományos moreška kardtánc

A 17. században a szigeten született Petar Kanavelić, aki főleg szerelmes dalokat, epikus verseket és drámákat írt. Őt a 17. század legnagyobb horvát írói között tartják számon.
A moreška egy hagyományos kardtánc Korčula városából, amely a sziget egyik büszkesége.
A szigeten hagyományos ének a Klapa, amely az a cappella egyik éneklési stílusa.
Innen származik a híres horvát énekes, Oliver Dragojević.

## Híres lakosok
- Jakov Baničević (1466–1532), humanista, Rotterdami Erasmus barátja és I. Miksa titkárja volt, Žrnovóban született.
- Nataša Cetinić (1940–2001), festő, Blatóban született
- Vinko Foretić (1901–1986), történész, Korčulán született
- Frano Kršinić (1897–1981), szobrász, Lumbardában született
- Ivan Lozica (1910–1943), szobrász, Lumbardában született
- Ivan Milat (1922–2009), festő, Blatóban született
- Izvor Oreb (sz. 1946), művész Vela Lukában született
- Marija Petković (1892–1966), Blatóban született
- Marco Polo  felfedező, Kurculán, vagy Velencében született
- Petar Šegedin (1909–1998), író, Žrnovoban született.
- Zvonimir Šeparović (sz. 1928), diplomata Blatóban született.
- Dinko Tomašić (1902–1975), szociológus, Smokvicában született.
- Maksimilijan Vanka (1889–1963), horvát-amerikai festő.

## Külső hivatkozások
- Korčula.lap.hu – Linkgyűjtemény